# A mír na Zemi!
A mír na Zemi! (Und Friede auf Erden!) je román německého spisovatele Karla Maye, napsaný po autorově návratu z cesty po Orientu pod latinským názvem Et in terra pax (1901-1902). S německým názvem vyšel román prvně roku 1904 jako třicátý svazek Mayových spisů v nakladatelství Friedrich Ernst Fehsenfeld ve Freiburgu. Pod stejným pořadovým číslem vydává tento román i nakladatelství Karl-May-Verlag v rámci Sebraných spisů Karla Maye.

## Obsah románu
Při psaní díla se plně projevilo Mayovo rozčarování z toho, jak se skutečný Orient lišil od jeho literárních představ. Proto je děj románu mnohem realističtější a více než líčením dobrodružství se May zabývá úvahami o náboženství, ekumenismu a pacifismu a staví do prudkého kontrastu rozpínavost evropských mocností a obecné humanistické teorie. Samotný děj je velmi prostý. Vypravěč Charley se se svými anglickými přáteli, sirem Johnem Raffleyem a jeho bratrancem, vydávají do Číny, kde se má sir John oženit. Cestou se seznamují s americkým misionářem Wallerem a jeho dcerou a synovcem a se dvěma Číňany, otcem a synem, kteří se domů vracejí po dlouhé době prožité v Evropě.
Postupně dochází k názorovým střetům, protože Waller chce všechny pohany přeměnit na křesťany silou. Jeho touha rozbíjet modly a bořit pohanské chrámy hraničí s duševní chorobou. Když na Sumatře zapálí místní chrám, požadují vesničané po jeho dceři výkupné. Ale jejich kněz je, stejně jako sir Raffley, členem společnosti Šen, která má za cíl šířit mír a má sídlo ve smyšleném přístavu Okama v Pochajské zátoce ve Žlutém moři. Když zjistí, že Waller není za své činy úplně odpovědný, propustí ho bez výkupného. V Okamě je Waller nakonec vykoupen ze své šílené touhy a stane se rovněž členem společnosti Šen.

## Česká vydání
Česky vyšel román poprvé roku 1936 v pražském nakladatelství Toužimský a Moravec v tzv. Malé řadě knih Karla Maye, pod názvem Do země mandarínů, v překladu Růženy Bronecové a s ilustracemi Zdeňka Buriana a Clause Bergena a podruhé roku 1992 pod stejným názvem v nakladatelství GABI, Český Těšín, s ilustracemi Adama Glajce.